# احمر بن شمیط
احمر بن شمیط (درگذشته۶۸۶) یک فرمانده نظامی اهل کوفه از یاران علی بن ابی‌طالب و فرمانده سپاه کوفه در نبرد مذار بود.

## زندگینامه
احمر بن شمیط بجلی احمسی از قبیله «بجلیه» بود که در زمان حکومت علی راهی عراق شده و سهم به سزایی در حوادث مهم سیاسی زمان او و بعد از آن داشت. بن شمیط از طرفداران سرسخت علی بود. در زمان خلافت ایشان، بن شمیط به عنوان یکی از فرماندهان شرطه‌های کوفه فعالیت می کرد و نظم را در پایتخت جهان اسلام برقرار می ساخت. او که جنگاوری شجاع بود در جنگ صفین نیز شرکت کرد و توانست با نبرد جانانه اش به مقام بالای نظامی برسد. او در قیام توابین و نبرد خازر به عنوان یکی از فرمانده‌ها حضور داشت. نام او برای اولین بار در قضیه تعقیب شبیب بن عمرو که راهزن بود به میان آمده است که به دستور علی به همراه برادرش و سوارانی مامور دستگیری او شدند.

## نبرد مذار
در سال ۶۷ هجری به دستور مختار فرمانده لشکر کوفه برای نبرد با مصعب بن زبیر شد. او برای این جنگ عبدالله بن کامل شاکری را به عنوان فرمانده جناح راست عبدالله بن وهب را در جناح چپ، رزین بن عبد سلولی را بر سواره‌ها، کثیر بن اسماعیل کندی را بر پیاده‌ها و کیسان ابوعمره را فرمانده موالی و ایرانیان کرد. لشکر او ابتدا تلفات زیادی به سپاه زبیری زدند اما پس از کشته‌شدن موالی آن‌ها  پی در پی شکست خوردند و در مرحله آخر تمام سپاه مصعب حمله‌شان را متوجه احمر بن شمیط کردند و او جنگید تا توسط فردی به نام ابوالفضه کشته شد.